# Dalat
Dalat (chữ Hán giản thể: 达拉特旗, âm Hán Việt: Đạt Lạp Đặc kỳ) là một kỳ thuộc địa cấp thị Ordos, Khu tự trị Nội Mông, Cộng hòa Nhân dân Trung Hoa. Kỳ này có diện tích 8.192 km², dân số năm 1999 là 324.442 người, năm 2004 là 330.000 người. Chính quyền của kỳ này đóng ở trấn Thục Lâm Chiêu. Mã số bưu chính là 014300.